# Konstantinov (cráter)
Konstantinov es un cráter de impacto que se encuentra al sureste del Mare Moscoviense, en la cara oculta de la Luna. Al oeste de Konstantinov se halla el algo más pequeño cráter Nagaoka, y al sur-sureste se localiza Van Gent, también algo más pequeño.
|  |

Se trata de un cráter moderadamente desgastado, particularmente en el cuadrante noreste, donde varios pequeños cráteres aparecen en la pared interior, y un par de pequeños cráteres hollan el suelo interior en el borde oriental. En el extremo norte de la planta se localiza una zona brillante, muy probablemente debida a un impacto reciente.
El cráter fue nombrado por la UAI en 1970.

## Vistas de las misiones Apolo
|  |  |  |